# Scopolia carniolica
Scopolia carniolica es una especie de planta venenosa perteneciente a la familia de las solanáceas.

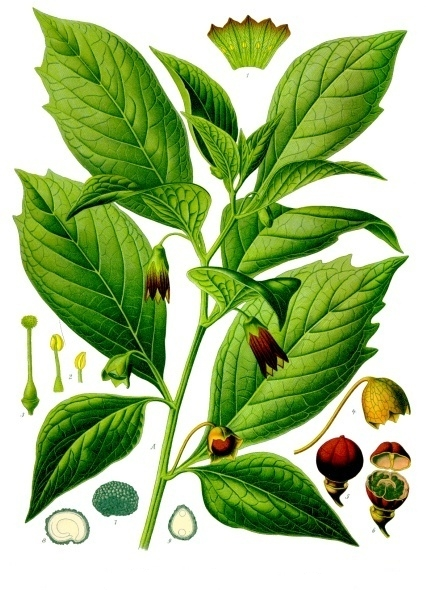
Ilustración

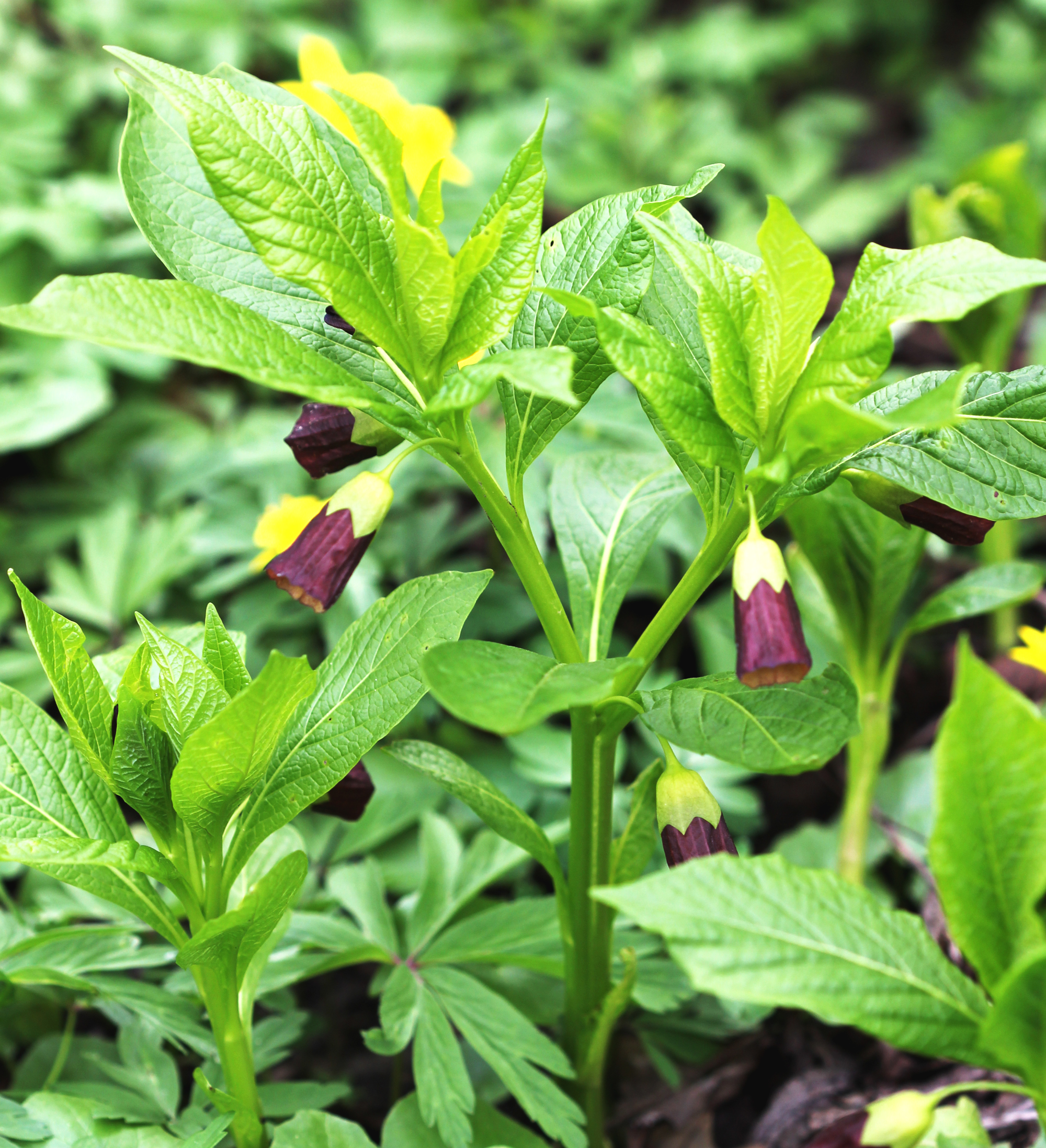
Vista de la planta

## Descripción
Es una planta herbácea con las flores de color violeta oscuro en tallos largos y colgantes. Alcanza un tamaño de hasta 60 cm de altura. Es venenosa, ya que contiene abundantes cantidades de alcaloides derivados del tropano, especialmente la atropina. La cantidad de atropina es más alta en la raíz .

## Distribución y hábitat
Crece en suelos húmedos en los bosques de hayas del sureste de Europa, desde las tierras bajas hasta la zona montañosa. En Eslovenia, crece también la rara forma Scopolia carniolica f. hladnikiana , con el interior y el exterior de la corola de color verde-amarillo.

## Propiedades
Se utiliza como anestésico.

## Taxonomía
Scopolia carniolica fue descrita por Nikolaus Joseph von Jacquin y publicado en Observationum Botanicarum 1: 32–33, pl. 20, en el año 1764.
Sinonimia
- Hyoscyamus chloranthus Wender. ex Steud.
- Scopolina atropoides Schult.
- Scopolina carniolica Kuntze
- Scopolina carniolica Schur
- Scopolina hladnikiana Freyer ex W.D.J.Koch
- Scopolina viridiflora Freyer ex W.D.J.Koch[3]